# Kwonkan anatolion
Kwonkan anatolion is een spinnensoort uit de familie Anamidae. De wetenschappelijke naam van de soort werd voor het eerst geldig gepubliceerd in 1983 beschreven door Main.